# Mangú (canción)
«Mangú» es una canción interpretada por la cantante mexicana-estadounidense Becky G. Fue lanzada el 6 de octubre del 2016 a través Kemosabe Records y sería el segundo sencillo de su proyectado álbum debut en español que nunca se lanzó. Fue escrita por Gómez junto a Saul Alexander Castillo Vásquez, Steven Domínguez y Vicente Martín Rodríguez (al igual que su anterior canción 'Sola'). Líricamente, habla sobre una chica que quiere vivir la vida con libertad y encontrar el amor.

## Interpretación en vivo
La primera interpretación de la canción en vivo fue en los premios Premios LAM en el 2016.

## Vídeo musical
El vídeo musical de la canción también fue lanzado el 7 de octubre. Su premisa es una continuación de la historia del vídeo de "Sola". En el video, Gómez y su amiga se detienen en una tienda del mercado e invitan al empleado a ir con ellos. Se les ve conduciendo y bailando en el coche rojo. Una cuarta niña aparece en el coche con ellos después de entrar en una casa a buscar ropa. Se ve a las chicas entrando a un bar y bailando encima de una mesa auxiliar. El clip termina con las chicas durmiendo en el coche al amanecer. El video musical tiene más de 65 millones de visitas en YouTube a octubre de 2020.

## Posicionamiento en listas
| Listas (2016)                             | Posiciones |
| ----------------------------------------- | ---------- |
| Estados Unidos (Hot Latin Songs)          | 47         |
| Estados Unidos (Latin Digital Song Sales) | 16         |
| Estados Unidos (Latin Pop Song)           | 21         |